# ジェラール (ロレーヌ公)

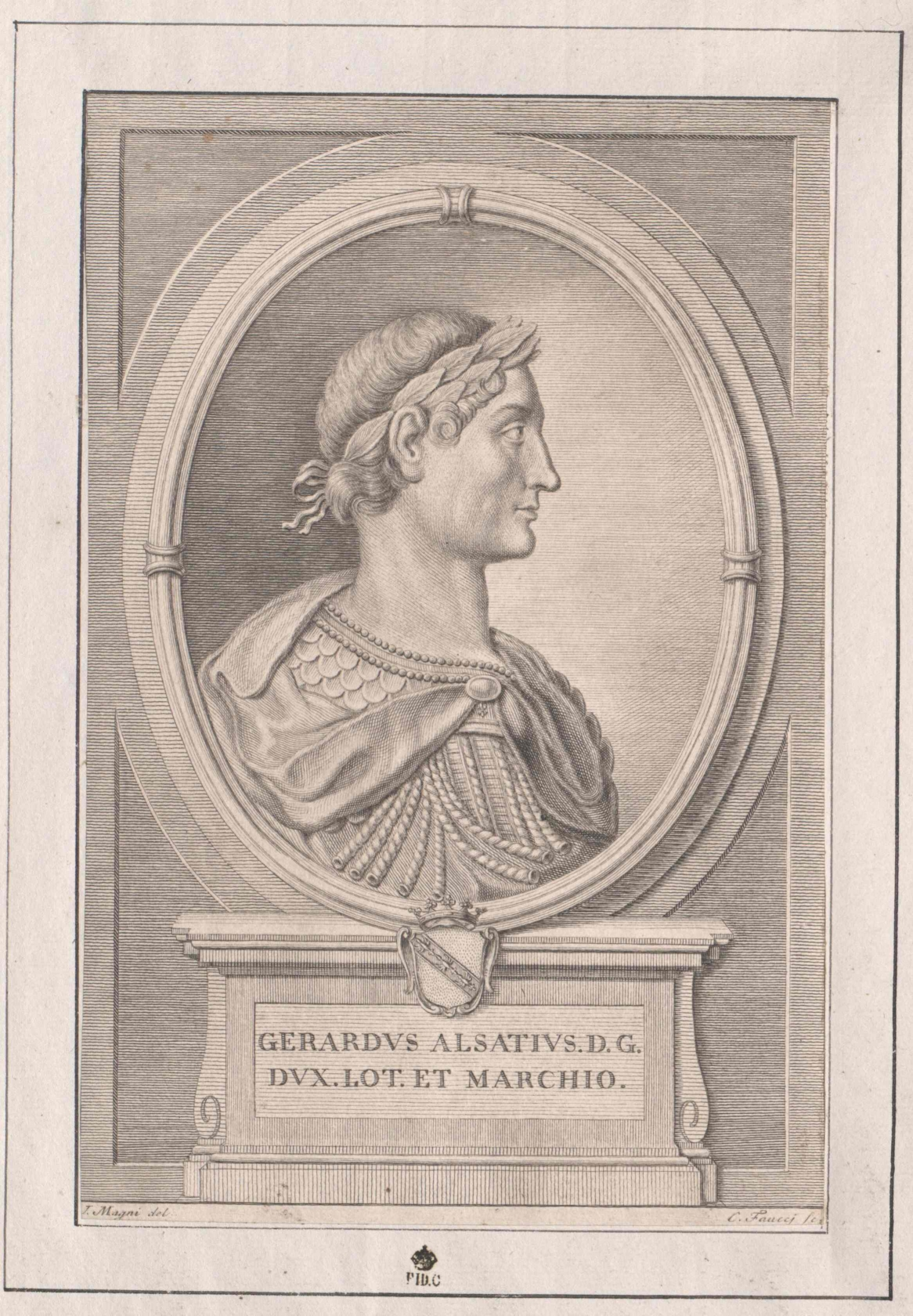
ジェラール

ロレーヌ公ジェラール（フランス語：Gerard, duc de Lorraine, 1030年頃 - 1070年4月14日）は、シャトノワ家のロレーヌ公（上ロートリンゲン公）（在位：1048年 - 1070年）。メス伯（メッツ伯）ジェラール4世と妻ギーゼラとの間の息子。ロレーヌ公アダルベールの弟。

## 生涯
皇帝ハインリヒ3世とは親族にあたる。1047年、反乱を起こした上ロートリンゲン公ゴットフリート3世から取り上げられた上ロートリンゲン公位（ロレーヌ公位）は、ジェラールの兄アダルベールに与えられた。しかし、翌1048年にアダルベールは対ゴットフリート戦で戦死し、皇帝ハインリヒ3世は弟であるジェラールにロレーヌ公位を与えた。以後、ロレーヌ公位はジェラールの子孫によって継承された。

## 子女
ナミュール伯アルベール2世の娘エドヴィジュと結婚し、以下の子女をもうけた。
- ティエリー2世（1055年頃 - 1115年） - ロレーヌ公
- ジェラール1世（1057年 - 1108年） - ヴォーデモン伯
- ベアトリス - ブルゴーニュ伯エティエンヌ1世と結婚
- ジゼル - ルミルモン女子修道院長